# Comuna Kortelisî, Ratne
Kortelisî (în ucraineană Кортеліси) este o comună în raionul Ratne, regiunea Volînia, Ucraina, formată din satele Kortelisî (reședința), Kosîți și Zapokivne.

## Demografie
Componența lingvistică a satului Kortelisî
     Ucraineană (98,85%)
     Alte limbi (1,15%)
Conform recensământului din 2001, majoritatea populației satului Kortelisî era vorbitoare de ucraineană (98,85%), existând în minoritate și vorbitori de alte limbi.